# Republicanismo en Reino Unido

Reino Unido.

Bandera propuesta para la «República Británica» usada por el Cartismo.

El republicanismo en el Reino Unido es un movimiento político que tiene por objetivo eliminar  la monarquía británica y sustituirla por una república que tenga un jefe de Estado no hereditario. El método por el cual se debe elegir al jefe de Estado no se ha acordado, algunos favorecen un presidente electo, otros un jefe de Estado con poco poder, y otros apoyan la idea de dejar el sistema político, pero sin un monarca.
Un gobierno republicano se estableció brevemente en la mitad del siglo XVII, después de la victoria parlamentaria en la Guerra Civil Inglesa. El principal grupo de presión en el Reino Unido que hace campaña por la abolición de la monarquía es Republic, pero el apoyo a la monarquía sigue siendo muy alto. Las expresiones republicanas pacíficas son legales en Reino Unido.

## Contexto
En el Reino Unido, el sentimiento republicano se ha centrado en mayor medida en la abolición de la monarquía, en vez de la disolución de la Unión Británica o la independencia de los países que la componen.
En Irlanda del Norte, el término "republicano" se utiliza por lo general en el sentido republicano irlandés. Aunque también se usa contra las formas monárquicas de gobierno, los republicanos irlandeses están en contra de la presencia británica en la isla de Irlanda de cualquier forma, y abogan por la creación de un estado que conforme toda la isla unida. Si bien esto puede ser confuso, también existen sindicalistas que apoyan una república británica.